# محمود حسن المصري
محمود علي حسن المصري هو قائد عسكري مصري حاصل على رتبة لواء.

## قياداته
- قائد اللواء الرابع للمشاة، خلال حرب أكتوبر 1973.[2]
- قائد قوات الحرس الجمهوري في الفترة بين 1976 و 1984 ميلادي .[1][3]

## حروب شارك فيها
- حرب السادس من أكتوبر كما تعرف في مصر حرب العاشر من رمضان.

## تكريمه
- حاصل على وسام نجمة الشرف.